# Große Steine (Thölstedt)
Das Großsteingrab Große Steine bei Thölstedt (auch Große Steine am Fehlenberge genannt) ist ein vermutliches Ganggrab der nordischen Megalitharchitektur und hat die Sprockhoff-Nr. 953. Es entstand in der Jungsteinzeit zwischen 3500 und 2800 v. Chr. und ist eine Megalithanlage der Trichterbecherkultur (TBK).

## Lage
Das Großsteingrab liegt im Naturpark Wildeshauser Geest in Niedersachsen an der Straße, die von Norden nach Thölstedt führt, südlich der A1 und etwa 400 m südöstlich der Aue-Brücke, auf der linken Seite.

## Beschreibung
Die etwa 10,5 × 2 Meter große ost-west-orientierte Kammer liegt in der Flur Das Giger Moor und ist teilweise im Hügel verborgen; von der Einfassung und dem Zugang sind keine Steine erhalten. Sieben Tragsteine sind zu erkennen. Vier Decksteine liegen frei, zwei davon sind zerbrochen, die übrigen fehlen. Ursprünglich müssen es sechs oder sieben gewesen sein. Im Jahre 1896 werden noch 16 Steine erwähnt, der größte maß 2,3 × 2,0 Meter.
An der Anlage sollen noch keine Grabungen vorgenommen worden sein. Auf der gegenüberliegen Straßenseite befindet sich ein Findling. In fußläufiger Entfernung liegen in der Visbeker Bauerschaft Varnhorn die Schmeersteine (Sprockhoff-Nr. 977) und die Mühlensteine (Sprockhoff-Nr. 976).